# Luc Montagnier
Luc Montagnier (Chabris, 18 de agosto de 1932 – 8 de fevereiro de 2022) foi um virologista e médico francês.

## Pesquisas
Em 1983, descobriu com a sua equipa, nos laboratórios do Instituto Pasteur, o retrovírus da Síndrome da imunodeficiência adquirida, inicialmente designado LAV, e que em 1986 recebeu o nome de VIH-HIV. A descoberta foi relatada na mesma edição de maio da revista Science na qual Robert Gallo relatou descobrir o "Vírus linfotrópico da célula T humana 3" (HTLV-III). Após quatro anos de disputa, em 1987 eles aceitaram compartilhar o mérito de descobrir o HIV.
Foi galardoado com o Nobel de Fisiologia ou Medicina de 2008.

## Polêmicas
Em 2009 fez um experimento diluindo DNA dezoito vezes e captando sinais eletromagnéticos para defender a eficácia da homeopatia. Suas afirmações foram amplamente criticadas pela comunidade científica. Classificado como estudo de baixa qualidade não é capaz de refutar os grandes estudos duplo-cegos revisados e de alta qualidade que deixam clara a ineficácia da homeopatia no tratamento de doenças comuns.
Em 2012, Montaigner foi um dos palestrantes na conferência de um grupo anti-vacinas em Chicago, onde ele promoveu uma nova cura para o autismo baseada em conceitos sem comprovação científica, tendo sido fortemente criticado pelo cientista Steven Salzberg.
Em abril de 2020, Montagnier afirmou que o coronavírus causador da COVID-19, foi fabricado acidentalmente no Instituto de Virologia de Wuhan em uma tentativa de criar uma vacina para a AIDS. As conclusões de Montagnier foram rejeitadas e consideradas apressadas pela comunidade científica, seus argumentos amplamente refutados.
Devido a estas e outras afirmações contrárias à melhor evidência científica, Montagnier é frequentemente citado como um exemplar de caso do fenômeno conhecido como Doença do Nobel.

## Morte
Montagnier morreu em 8 de fevereiro de 2022, aos 89 anos de idade.

## Publicações
Luc Montagnier é autor ou coautor de 350 publicações científicas e mais de 750 patentes.
- Luc Montagnier, Des Virus et des hommes, Odile Jacob, 1994, 300 p.
- Luc Montagnier, Sida et société française, La Documentation française, 1994
- Luc Montagnier, R.Daudel, Le Sida, Flammarion, coll. « Dominos », 1994
- Luc Montagnier, Les Combats de la vie, Jean-Claude Lattès, 2008
- Luc Montagnier, Michel Niaussat et Philippe Harrouard, Le Nobel et le Moine : dialogues de notre temps, Libra Diffusio, 2009

Seleção de artigos
- (en) Brule F, Khatissian E, Benani A, Bodeux A, Montagnier L, Piette J, Lauret E, Ravet E., « Inhibition of HIV replication: a powerful antiviral strategy by IFN-beta gene delivery in CD4+ cells. », Biochem Pharmacol, vol. 6, no 74,‎ 15 septembre 2007, p. 898-910
- (en) Ahuja SK, Aiuti F, Berkhout B, Biberfeld P, Burton DR, Colizzi V, Deeks SG, Desrosiers RC, Dierich MP, Doms RW, Emerman M, Gallo RC, Girard M, Greene WC, Hoxie JA, Hunter E, Klein G, Korber B, Kuritzkes DR, Lederman MM, Malim MH, Marx PA, McCune JM, McMichael A, Miller C, Miller V, Montagnier L, Montefiori DC, Moore JP, Nixon DF, Overbaugh J, Pauza CD, Richman DD, Saag MS, Sattentau Q, Schooley RT, Shattock R, Shaw GM, Stevenson M, Trkola A, Wainberg MA, Weiss RA, Wolinsky S, Zack JA., « A plea for justice for jailed medical workers », Science, vol. 314, no 5801,‎ 10 novembre 2006, p. 924-5
- (en) Gallo RC, Montagnier L., « The discovery of HIV as the cause of AIDS », N Engl J Med, vol. 24, no 349,‎ 11 décembre 2003, p. 2283-5
- (en) Montagnier L., « Historical accuracy of HIV isolation », Nature Medicine, vol. 10, no 9,‎ octobre 2003, p. 1235
- (en) Gallo RC, Montagnier L., « Historical essay. Prospects for the future », Science, vol. 298, no 5599,‎ 29 novembre 2002, p. 1730-1
- (en) Montagnier L., « Historical essay. A history of HIV discovery », Science, vol. 298, no 5599,‎ 29 novembre 2002, p. 1727-8
- (en) Salamon R, Marimoutou C, Ekra D, Minga A, Nerrienet E, Huët C, Gourvellec G, Bonard D, Coulibaly I, Combe P, Dabis F, Bondurand A, Montagnier L., « Clinical and biological evolution of HIV-1 seroconverters in Abidjan, Côte d'Ivoire, 1997-2000. », J Acquir Immune Defic Syndr., vol. 2, no 29,‎ 1er février 2002, p. 149-57
- (en) Moureau C, Vidal PL, Bennasser Y, Moynier M, Nicaise Y, Aussillous M, Barthelemy S, Montagnier L, Bahraoui E., « Characterization of humoral and cellular immune responses in mice induced by immunization with HIV-1 Nef regulatory protein encapsulated in poly(DL-lactide-co-glycolide) microparticles », Mol Immunol, vol. 8, no 38,‎ janvier 2002, p. 607-18